# 梅尔赫特姆
梅尔赫特姆（荷蘭語：Merchtem，荷蘭語發音：[ˈmɛrxtɛm]）是比利时弗拉芒大區弗拉芒布拉班特省哈勒-维尔福德区的一个市镇，西北与东佛兰德省接壤，面积36.72平方千米，人口16,294人（2018年1月1日）。梅尔赫特姆是弗拉芒社群的一部分，官方语言与当地多数居民使用的语言为荷蘭語，不过当地有一定数量的法语人口，但梅尔赫特姆并不是一个语言便利市镇，市政部门不为法语人士提供语言便利。

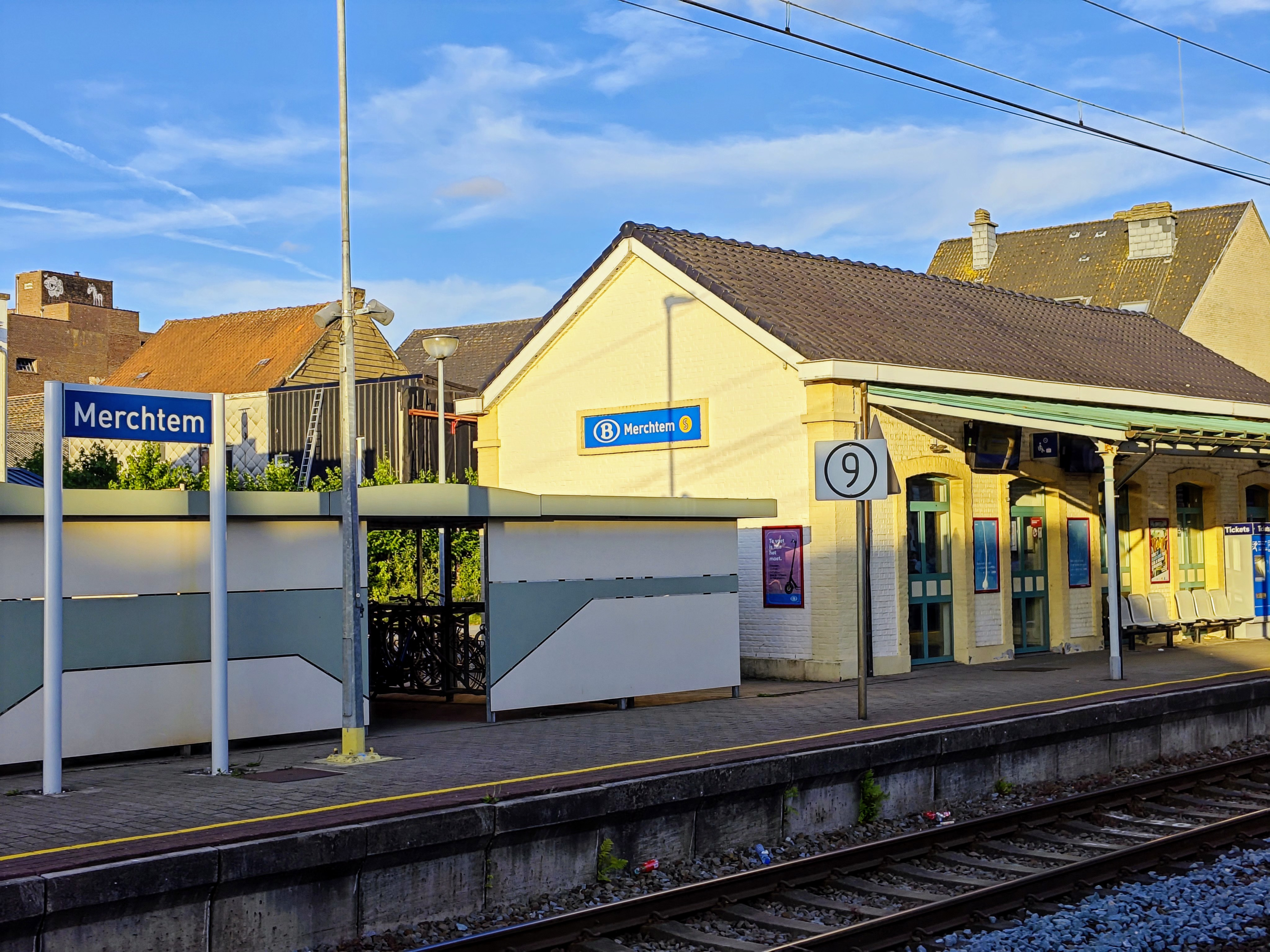
梅尔赫特姆火车站